# Badar Ali Rashid Ali Al Alawi
Badar Ali Rashid Ali Al Alawi (* 21. August 1990 in Maskat), auch unter Badar Ali bekannt, ist ein omanischer Fußballspieler.

## Karriere
Badar Ali Rashid Ali Al Alawi spielte bis Ende 2017 für den al-Nahda Club. Wo er vorher gespielt hat, ist unbekannt. Der Verein aus dem omanischen Buraimi spielte in der ersten Liga, der Oman Professional League. 2018 wechselte er nach Thailand, wo er sich dem Kamphaengphet FC anschloss. Der Verein aus Kamphaeng Phet spielte in der dritten Liga, der Thai League 3, in der Upper Region. 2019 wechselte er zum Ligakonkurrenten Bangkok FC nach Bangkok. Für den Bangkok FC absolvierte er zwanzig Spiele und schoss dabei sechs Tore.
2020 wechselte er zum Zweitligisten Ranong United FC nach Ranong. Sein Zweitligadebüt gab er am 1. März 2020 im Heimspiel gegen den Samut Sakhon FC. Hier kam er von Beginn an zum Einsatz und schoss in der 33. Minute das Tor zum 2:0. Nach der Halbzeit blieb er in der Kabine. Das Spiel endete mit einem 2:1-Sieg für Ranong. Nach neun Zweitligaspielen für Ranong wechselte er Ende Dezember 2020 zum Ligakonkurrenten Khon Kaen United FC nach Khon Kaen. Die Saison 2020/21 wurde er mit Khon Kaen Tabellenvierter und qualifizierte sich für die Aufstiegsspiele zur zweiten Liga. Hier konnte man sich im Endspiel gegen den Nakhon Pathom United FC durchsetzen und stieg somit in die zweite Liga auf. Nach dem Aufstieg verließ er Khon Kaen und ging nach Chainat. Hier unterschrieb er einen Vertrag beim Zweitligisten Chainat Hornbill FC. Für den Verein aus Chainat bestritt er 24 Ligaspiele und schoss dabei zehn Tore. Zu Beginn der Saison 2022/23 wechwelte er nach Krabi, wo ihn der Zweitligaaufsteiger Krabi FC unter Vertrag nahm. Für Krabi bestritt er 34 Zweitligaspiele. Hierbei schoss er 15 Tore. Der Zweitligaaufsteiger Pattaya United FC nahm ihn im Juli 2023 unter Vertrag.